# Frödingkvartetten

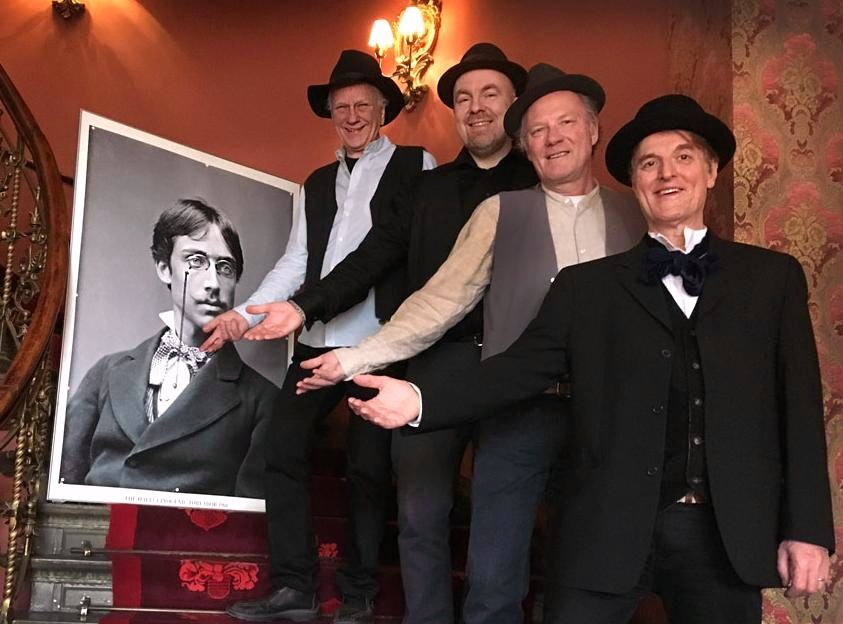

Frödingkvartetten är en musikteatergrupp som bildades i Tuve i Göteborg 2013. 
Gruppen skapade och arbetade fram föreställningen ”Mannen från månen” under två år och den fick sin premiär 2015. Det är en musikdramatisk föreställning om diktaren och författaren Gustaf Frödings liv och diktning.  Björn de Verdier har skrivit manus och Sonja Gube har bearbetat texterna och regisserat. Musiken är vistraditionen trogen men med tongångar färgade av jazz/blues, med nya arrangemang av tonsättningar av bland andra Torgny Björk, samt nyskrivna originalkompositioner av Sten Löfman till fem av Frödings dikter (En främmande man, En ghasel, Den främmate jänta, Äktenskapsfrågan, Lilja mi ko.) 
Frödingkvartetten har turnerat och framträtt runt om i Västra Götalands län och i Värmland – bland annat på Alsters herrgård utanför Karlstad, Gustaf Frödings minnesgård. Föreställningen "Mannen från månen"  har också spelats på Göteborgs Dramatiska teater 2017 och på Göteborgs stadsteater, Lunchteater, 2018. CD:n med musik ur Mannen från månen utkom 2018. 
2019 belönades gruppen med Gustaf Fröding-sällskapets hedersmedalj med motiveringen, ”för att de [Frödingkvartetten] med stor lyhördhet och musikalitet vidareutvecklat vistraditionen kring skaldens diktning genom sin visjazzinriktning.”
Frödingkvartetten består av Björn de Verdier: sång, Sten Löfman: piano, Jens Johansson: flöjter, dragspel, sång och Åke Ziedén: bas, gitarr.  